# Suðurstreymoy egyházközség
Suðurstreymoy egyházközség (feröeriül: Norðstreymoy prestagjalds kommuna) egy megszűnt község (polgári egyházközség) Feröeren. Streymoy déli részét foglalta magába, Tórshavn kivételével.

## Történelem
A község 1872-ben jött létre.
1876-ban kivált belőle Nólsoy egyházközség, majd 1930-ban szétvált Tórshavni városkörnyék egyházközségre, Hestur egyházközségre, Kaldbak egyházközségre, valamint Kirkjubøur egyházközségre, és ezzel megszűnt.

## Önkormányzat és közigazgatás

### Települések
| Település             | Mióta a község része | Előző község | Meddig a község része | Következő község              | Megjegyzés |
| --------------------- | -------------------- | ------------ | --------------------- | ----------------------------- | ---------- |
| Argir                 | 1872                 | –            | 1930                  | Tórshavni városkörnyék község |            |
| Hestur                | 1872                 | –            | 1930                  | Hestur község                 |            |
| Hoyvík                | 1872                 | –            | 1930                  | Tórshavni városkörnyék község |            |
| Hvítanes              | 1872                 | –            | 1930                  | Tórshavni városkörnyék község |            |
| Kaldbak               | 1872                 | –            | 1930                  | Kaldbak község                |            |
| Kaldbaksbotnur        | 1872                 | –            | 1930                  | Kaldbak község                |            |
| Kirkjubøur            | 1872                 | –            | 1930                  | Kirkjubøur község             |            |
| Koltur                | 1872                 | –            | 1930                  | Hestur község                 |            |
| Nólsoy (település)    | 1872                 | –            | 1876                  | Nólsoy község                 |            |
| Norðradalur           | 1872                 | –            | 1930                  | Tórshavni városkörnyék község |            |
| Sund                  | 1872                 | –            | 1930                  | Kaldbak község                |            |
| Syðradalur (Streymoy) | 1872                 | –            | 1930                  | Tórshavni városkörnyék község |            |
| Velbastaður           | 1872                 | –            | 1930                  | Kirkjubøur község             |            |